# Mirabella V
Pour les articles homonymes, voir Mirabella (homonymie).
Le Mirabella V est un voilier de plaisance lancé en 2003.
Il est gréé en sloop, c'est-à-dire avec un seul mât. C'est, avec ses 75,2 mètres de long et 88,5 mètres de haut, le plus grand sloop du monde. Son coût de construction a été estimé à plus de 45 millions de dollars.

## Propriétaire
Mirabella V était l'un des voiliers de la flotte de super-yachts de l'ancien PDG de la société de location de véhicules Avis, Joe Vittoria qui le louait pour des croisières privées de luxe. Mirabella V pouvait être loué en charter à partir de 375 000 dollars la semaine en haute saison. Il est aujourd'hui la propriété du milliardaire américain Rodney Lewis (en) qui l'a acheté en 2010 pour 39 900 000 € et l'a rebaptisé M5.
Son port d'attache est Palm Beach (Floride) ; afin de pouvoir y mouiller, le voilier a dû être conçu avec une quille relevable.

## Construction
Mirabella V a été construit par les anciens chantiers navals BVT Surface Fleet situés à Woolston, (Hampshire), Angleterre. Il a été conçu suivant les plans de l'architecte naval néo-zélandais basé en Irlande Ron Holland.
Alors que la coque des navires de cette taille est habituellement réalisée en acier ou en aluminium, Mirabella V a été construite en matériaux composites, ceci afin d'obtenir :
- un temps de réalisation plus court,
- une maintenance moins contraignante, le composite nécessitant moins d'entretien,
- une meilleure isolation acoustique et thermique[4].

### Dimensions
Tout dans les mensurations de Mirabella V est hors du commun pour un sloop.
- Il est deux fois plus long que les grands Classe J des années 1930.
- Son mât s'élève à 88,5 mètres au-dessus de la ligne de flottaison, soit exactement deux fois la hauteur de la colonne Vendôme à Paris. La force de compression transmise en manœuvre à la base du mât est de plus de 440 tonnes.
- Avec sa quille complètement abaissée, le tirant d'eau de Mirabella V en pleine charge atteint 10,09 m soit quelques centimètres de plus que le paquebot de 70 000 tonnes Queen Elizabeth 2.
- Son maître-bau (largeur) de 14,80 mètres est plus important que celui d'un destroyer comme le Type 42 de la Royal Navy.
- Mirabella V ne peut passer en dessous d'aucun pont dans le monde, même pas sous le pont Centenaire qui franchit le canal de Panama[5].
- Son génois maxi est la plus grande voile du monde (1 833 m2).

| Longueur hors-tout                              | 75,2 m     |
| Longueur de flottaison (pleine charge)          | 61 m       |
| Maître-bau                                      | 14,82 m    |
| Tirant d'eau (minimal)                          | 3,90 m     |
| Tirant d'eau (maximal)                          | 10,09 m    |
| Déplacement (pleine charge)                     | 740 tonnes |
| Mât (hauteur à partir de la ligne de flotaison) | 88,5 m     |
| Voilure (Grand-voile et foc)                    | 2 385 m2   |
| Voilure (maximale)                              | 3 380 m2   |
| Ballast                                         | 150 tonnes |
| Moteur (2) : puissance à 2 100 tr/min           | 788 kW     |

### Source
- (en) Cet article est partiellement ou en totalité issu de l’article de Wikipédia en anglais intitulé « Mirabella V » (voir la liste des auteurs).